# Vladislav Qədirov
Vladislav Qədirov (16 novembre 1970) è un ex calciatore azero, di ruolo attaccante.

## Carriera

### Nazionale
Ha collezionato 10 presenze con la propria Nazionale.